# World Seniors Darts
Die World Seniors Darts (offiziell: World Seniors Darts Ltd) war eine Organisation im Dartsport, welche aus der Zusammenarbeit des Sportmanagements Modus Darts und der Organisation Snooker Legends entstanden ist. Sie war Ausrichter mehrerer Major-Turniere, welche sich an Spieler im Seniorenbereich (zuletzt 45 Jahre und älter) richtete. Dazu zählte unter anderem als wichtigstes Turnier die World Seniors Darts Championship.
Bis 2024 war die Organisation unter dem Namen World Seniors Darts Tour Ausrichter der gleichnamigen Turnierserie, welche 2021 zum ersten Mal ausgetragen wurde. In diesem Zeitraum richteten sich alle Turniere an Spieler im Alter von 50 Jahren und älter.
Im August 2025 beendete die World Seniors Darts (WSD) ihre Aktivitäten. Ein offizielles Statement seitens der Organisation gab es nicht. Lediglich von ehemaligen Dartsspielern der World-Seniors-Darts-Turniere wurde ein Ende der Organisation mitgeteilt.

## Geschichte
Nachdem am 3. April 2021 die erstmalige Austragung einer World Seniors Darts Championship für das Jahr 2022 verkündet wurde, war am 20. April 2021 auf Twitter erstmals von einer World Seniors Darts Tour die Rede. Am 22. Juni 2021 wurde bekanntgegeben, dass es für die World Seniors Darts Championship 2022 einen Qualifier geben werde. Am 1. Juli 2021 wurde verkündet, dass die Teilnahme an diesem Qualifier zur Mitgliedschaft an der World Seniors Darts Tour berechtigt. Außerdem wurden bei den drei Turnieren im November bereits erste Preisgelder ausgespielt. Am 22. August 2021 wurde bekanntgegeben, dass die Mitgliedschaft bei der World Series Darts Tour an der Teilnahme bei allen WSDT Qualifiern berechtigt.
Am 7. Januar 2022 wurde die erstmalige Austragung des World Seniors Darts Matchplay bekanntgegeben. Am 11. Januar 2022 folgte die offizielle Verkündung eines World Seniors Darts Masters.
Am 7. Oktober 2022 folgte die Bekanntgabe eines weiteren Majorturnieres für 2023, dem Champion of Champions. Außerdem ging die WSDT eine Partnerschaft mit der MODUS Super Series ein, welche es den Spielern der Seniors Tour ermöglichen sollte, sich für die Super Series zu qualifizieren.
Am 24. November 2024 verkündete die Organisation ihre Umbenennung in World Seniors Darts und die Fokussierung auf die Austragung der Major-Turniere. Die Qualifikationsmöglichkeiten zu diesen Turnieren sollten ab sofort über die Turniere des Amateur Darts Circuit bereitgestellt werden. Außerdem wurde die Altersbegrenzung von 50 auf 45 Jahren herabgesenkt.
Im August 2025 wurden die Ticketverkäufe für die beiden angekündigten Turniere World Seniors Darts Matchplay 2025 und World Seniors Darts Championship 2026 gestoppt und eine Rückerstattung für bereits gekaufte Tickets eingerichtet. Offizielle Internet-Präsenzen der WSD wurden abgeschaltet und die Social-Media-Accounts umbenannt. Ein Statement seitens WSD gibt es nicht. Fans spekulierten daher über ein abruptes Ende der Senioren-Dartsturniere. In einem Facebook-Post vom 15. August 2025 sprach John Lowe, Teilnehmer an der World Seniors Darts Championship 2022, vom Ende der World Seniors Darts.

## Turniere
Insgesamt richtete die World Seniors Darts vier verschiedene Major-Turniere aus. Dazu zählten die World Seniors Darts Championship, das World Seniors Darts Matchplay, das World Seniors Darts Masters und das Champion of Champions.

## World Seniors Darts Tour
Die World Seniors Darts Tour (WSDT) wurde von 2021 bis 2024 ausgetragen und diente als Möglichkeit, sich für die verschiedenen Major-Turniere zu qualifizieren. Diese bestand neben den Majors auch aus den sogenannten Floor-Turnieren (also Turniere, die ohne Publikum an mehreren Boards gleichzeitig gespielt werden), deren Ergebnisse in zwei verschiedene Ranglisten einflossen. Dazu zählen die Target Open Series Events, welche einzelne ganze Floor-Turniere darstellten, deren Ergebnisse nicht nur in die WSDT Money List, sondern auch in die WSDT Order of Merit zählten. Für die großen Major-Turniere wurden je nach Turnier unterschiedlich viele Qualifier ausgetragen. Die Sieger dieser Turniere qualifizierten sich automatisch für die TV-Events. Da bei den Qualifiern aber ebenfalls Preisgeld ausgeschüttet wurde und Punkte vergeben wurden, die für die Ranglisten zählten, nahmen die Spieler oft trotz bestandener Qualifikation weiter an den Turnieren teil. Die letzte und kleinste Kategorie an Turnieren war die LP Metal Detecting Series. Diese fungierten als Starter-Turniere für die Qualifikationsturniere, zählten aber auch für die Ranglisten.

### Austragungen
| Nr. | Jahr    | Zeitraum                              | Anzahl Turniere |
| --- | ------- | ------------------------------------- | --------------- |
| 1   | 2021/22 | 12. November 2021 – 9. Oktober 2022   | 18              |
| 2   | 2022/23 | 11. November 2022 – 12. November 2023 | 25              |
| 3   | 2024    | 19. Januar 2024 – 17. November 2024   | 25              |

### Ranglisten
Die WSDT führte zwei separate Ranglisten, welche als Qualifikationsmöglichkeit für Turniere herangezogen wurden.

#### Open Series Order of Merit
Die Open Series Order of Merit (OSOM) basierte auf einem Punktesystem, nach welchem die Spieler eingeteilt wurden. Für jeden Sieg ab der Runde der Letzten 64 wurde dabei ein Punkt vergeben. Dabei zählten nur die LP Metal Detecting Series-Turniere und die Target Open Series Events. Für einen Finalsieg wurden also sechs Punkte vergeben. Bei Gleichstand entschieden folgende Kriterien aus allen gespielten Spielen: Legdifferenz, Gewonnene Legs, 3-Dart-Average.
Bis 2024 galt die WSDT Order of Merit. In diese zählten die Ergebnisse aller Floor-Turniere hinein, auch der Qualifier.
Die letzte Open Series Order of Merit lautete wie folgt:
| Platz | Spieler                | Punkte |
| ----- | ---------------------- | ------ |
| 01    | Paul Hogan             | 95     |
| 02    | Matt Clark             | 87     |
| 03    | Derek Coulson          | 80     |
| 04    | Mark Dudbridge         | 79     |
| 05    | Richard-Eirig Rowlands | 79     |
| 06    | Kevin Edwards          | 73     |
| 07    | Jim McEwan             | 72     |
| 08    | Richie Howson          | 72     |
| 09    | Mike Huntley           | 68     |
| 10    | Darren Johnson         | 60     |
| 11    | Martyn Turner          | 60     |
| 12    | Jim Long               | 56     |
| 13    | Wayne Davies           | 55     |
| 14    | Kevin Dowling          | 50     |
| 15    | Robert Rickwood        | 48     |
| 16    | Alan Norris            | 46     |

#### WSDT Official World Rankings
Bei den WSDT Official World Rankings (bis zum 18. Februar 2024: WSDT Money List) handelte es sich um eine Geldrangliste, in welche das gesamte auf der WSDT erspielte Preisgeld einfloss. Bei Gleichstand entschieden folgende Kriterien aus allen gespielten Spielen: Gewonnene Spiele in Prozent, Gewonnene Legs in Prozent, Gegen den Anwurf gewonnene Legs, 3-Dart-Average.
Die letzten WSDT Official World Rankings lauteten wie folgt:
| Platz | Spieler                | Punkte   |
| ----- | ---------------------- | -------- |
| 01    | John Henderson         | 54.145 £ |
| 02    | Robert Thornton        | 43.895 £ |
| 03    | Richie Howson          | 41.105 £ |
| 04    | Leonard Gates          | 40.400 £ |
| 05    | Colin McGarry          | 15.580 £ |
| 06    | Paul Hogan             | 11.025 £ |
| 07    | Kevin Painter          | 10.120 £ |
| 08    | Martin Adams           | 9.265 £  |
| 09    | Neil Duff              | 9.000 £  |
| 10    | Jim Long               | 8.790 £  |
| 11    | Richard-Eirig Rowlands | 8.375 £  |
| 12    | Jim McEwan             | 8.305 £  |
| 13    | David Cameron          | 7.170 £  |
| 14    | Lisa Ashton            | 7.000 £  |
| 15    | Phil Taylor            | 7.000 £  |
| 16    | Mark Dudbridge         | 6.945 £  |
| …     |                        |          |
| 40    | Manfred Bilderl        | 1.000 £  |